# Arthur Alsberg
Arthur Alsberg est un scénariste, producteur de télévision et compositeur américain, né le 25 juillet 1917 à New York, mort le 7 août 2004 à Los Angeles (Californie).

## Filmographie

### Comme scénariste
- 1964 : An Hour with Robert Goulet (TV)
- 1976 : No Deposit, No Return
- 1976 : Gus
- 1977 : La Coccinelle à Monte-Carlo (Herbie Goes to Monte Carlo)
- 1978 : Tête brûlée et pied tendre (Hot Lead and Cold Feet) de Robert Butler
- 1981 : The Munsters' Revenge (TV)

### Comme producteur
- 1972 : Bridget Loves Bernie (série TV)

### Compositeur
- 1978 : Hot Lead and Cold Feet